# Rai Sport 2
Rai Sport 2 ist ein italienischer Fernsehsender und gehört zur Gruppe RAI - Radiotelevisione Italiana. Rai Sport 2 gehört Rai Sport und widmet sich nur dem Sport zu. Der Sender wird vom Rai-Sitz in Mailand ausgestrahlt.

## Geschichte
Rai Sport 2 ging am 18. Mai 2010, während der Umstrukturierung der RAI-Sender, auf Sendung.
Rai Sport Più wurde zu Rai Sport 1 und Rai News 24 zu Rai News. Rai News musste sogar auf einen anderen Frequenz verschoben werden, um Platz für Rai Sport 2 zu machen.
In seinen ersten Monaten sendete Rai Sport 2 nur Fußball-Events. Daraufhin weihte man am 18. Mai 2010 Rai Sport 2 ein, um die italienische Fußballmannschaft in Südafrika live zu präsentieren. Einige Tage nach dem 18. Mai 2010 zeigte der Kanal live die Ankündigung des neuen Inter-Trainer Rafael Benítez. Auch fragte man an, ob man die Wiederholung der sieben Spiele, die zum Sieg der italienischen Fußballmannschaft bei der WM 2006 in Deutschland führten, mit den Rai-Originalstimmen der Kommentatoren von Marco Civoli und Sandro Mazzola und fürs erste Mal mit der Ausstrahlung von 16:9 zu zeigen. Damals hatte Rai 1 es auf 4:3 gezeigt.

## Programm
Der Kanal, gemeinsam mit ihrer Schwester Rai Sport 1, sendet Chroniken des Sports oder live 24 zu 24 Stunden. Es werden verschiedene Disziplinen, mitunter auch die Sportarten, die keinen Platz auf anderen Sendern des Staatsfernsehens gefunden haben, übertragen. Die Programmierung sieht vor, dass Platz auch für Fußball, Basketball, Rugby, Radfahren, Eishockey, Hockey, Boxen und Ski freigelassen wird. Rai Sport 2 überträgt Sendungen, die schon bei Rai Sport 1 zu sehen waren. Wegen fehlender Events wird Rai Sport 2 dafür genutzt, um Programme von Rai Sport 1 mit einer Stunde Differenz zu wiederholen, inklusive die Nachrichten des TG Sport.